# Hilarion (Kapral)
Hilarion (rodným jménem: Igor Alexejevič Kapral; 6. ledna 1948, Spirit River – 16. května 2022, New York) byl kněz Ruské pravoslavné církve v zahraničí, metropolita Východní Ameriky a New Yorku a první hierarcha Ruské pravoslavné církve v zahraničí.

## Život
Narodil se 6. ledna 1948 v kanadském Spirit River v rodině emigrantů z Volyně.
Dětství strávil na venkově. Navštěvoval školu v Bluebury Creek a roku 1966 úspěšně odmaturoval. Od útlého věku navštěvoval ruský pravoslavný chrám Nejsvětější Trojice poblíž Spirit River. Roku 1967 vstoupil do Pravoslavného duchovního semináře v Jordanville v USA. Po absolvování semináře vstoupil roku 1972 do monastýru Svaté Trojice v Jordaville, kde byl 2. prosince 1974 postřižen na rjasofora se jménem Hilarion k poctě přepodobného Hilariona Pečerského. Stal se kelejníkem (pomocníkem) arcibiskupa Averkije (Tauševa), který ho 4. prosince 1975 vysvětil na hierodiakona.
Roku 1976 byl biskupem manhattanským Laurem (Škurlou) vysvěcen na hieromonacha. Stejného roku ukončil studium na Syracuse University, kde získal magisterský titul ze slovanských věd a ruské literatury. Byl redaktorem pravoslavného časopisu a zároveň pracoval v tiskárně.
Roku 1984 byl Archijerejským synodem Ruské pravoslavné církve v zahraničí zvolen biskupem manhattanským a vikářem eparchie Východní Amerika a New York. Biskupská chirotonie proběhla 10. prosince 1984 a hlavním světitelem byl metropolita východoamerický a newyorský Filaret (Vozněsenskij) a spolusvětitelé byly arcibiskup chicagský a detroitský Serafim (Ivanov), arcibiskup losangeleský a jihokalifornský Antonij (Sinkevič), arcibiskup montréalský a kanadský Vitalij (Ustinov), arcibiskup syracuský a trojický Laurus Škurla, arcibiskup sydneyský a australsko-novozélandský Pavel (Pavlov), biskup washingtonský Grigorij (Grabbe), biskup berlínský a německý Mark (Arndt) a biskup clevelandský Alipij (Gamanovič). Stal se také sekretářem Archijerského synodu RPCZ.
Roku 1995 získal titul biskupa washingtonského se sídlem v New Yorku. Po odchodu do důchodu z důvodu nemoci arcibiskupa Pavla (Pavlova) byl 20. června 1996 jmenován do eparchie Sydney, Austrálie a Nový Zéland a současně byl povýšen na arcibiskupa.
V roce 2003 mu bylo uděleno nosit diamantový kříž na biskupském klobouku.
Dne 12. května 2008 byl Archijerejským synodem zvolen prvním hierarchou Ruské pravoslavné církve v zahraničí a současně byl povýšen na metropolitu. O den později byl zvolen předsedou Archijerejského synodu. Dne 14. května schválil Svatý synod Ruské pravoslavné církve jeho jmenování. Uvedení do úřadu proběhlo 18. května v New Yorku.
Dne 8. prosince 2016 byla s rozhodnutím Archijerejského synodu eparchie Velká Británie a Irsko převedena do jeho správy.
Dne 9. června 2017 mu bylo patriarchou Kirillem uděleno právo nosit dvě panagie.
Dne 2. října 2017 mu byla s rozhodnutím Archijerejského synodu dočasně převedena správa eparchie Ženeva a Západní Evropa.
Dne 20. září 2018 byl zbaven dočasného vedení Britské diecéze a západoevropské diecéze.
Zemřel 16. května 2022 v jedné z newyorských nemocnic po dlouhé nemoci.

## Řády a vyznamenání

### Církevní
- 2012 – Řád přepodobného Serafima Sarovského 2. třídy
- 2017 – Řád svatého blahověrného knížete Daniela Moskevského 2. třídy